# ويليام إل. هيليارد
ويليام إل. هيليارد هو سياسي كندي، ولد في 18 يناير 1868، وتوفي في 14 أغسطس 1966.